# Мужчины есть мужчины
«Мужчины есть мужчины» — советский комедийный фильм для детей 1985 года, снятый Алексеем Морозом на киностудии имени А. Довженко.

## Сюжет
Мальчишки 6-го класса «Б» отличаются поведением от одноклассниц: они озорники, драчуны и лодыри. Ребята могут разбить окно, устроить драку или нарушить учебный процесс. Их прозвища — «Кефир», «Ослам», «Пеле», «Карузо», и лишь самый умный из них — «Николай Иванович». Устав от выговоров учителей, шестиклассницы решают подшутить над мальчишками, хулиганя и повторяя за ними. После этого ребята решили измениться и стать лучше. Это было не так просто, однако они быстро поняли, что нужна сила воли для достижения поставленных целей и вырабатывания характера.

Авторы предлагают нам, как поётся в широко известной песне, «пройтись по гулким школьным этажам» и познакомиться со своими героями. На этажах творится с детства знакомое и множество раз виданное позже, в кино: мальчишки не учат уроков, обливают девчонок водой, опаздывают на занятия, пугают окружающих принесённой за пазухой мышью и т.д. Что же касается знакомства с героями фильма, то получается одно лишь шапочным: перед нами Пеле, Карузо, Кефир, Николай Иванович. Не имена, а клички, не характеры, а лишь какое-то одно на поверхности лежащее свойство натуры. Пеле — значит заядлый футболист, гроза чужих оконных стёкол, Карузо — любитель пения, уважительное Николай Иванович — значит не по годам начитанный и бойкий мальчик. Загадочка здесь только одна кличка — Кефир. Но и у неё упитанного обладателя вместо характера — лишь беззаботная любовь к животным.
— Михаил Левитин, газета «Советская культура», 26 ноября 1985

## Роли исполняют

### В главных ролях
- Пётр Митрухин — Тимка Корзун
- Виталий Шевцов — Чугуй, «Николай Иванович»
- Сергей Хусаинов — Витя Ашкевич, «Пеле»
- Денис Филимонов — Юра Гукин, «Кефир»
- Сергей Кравчук — Вадим Панфилов, «Карузо»
- Вахтанг Кебуладзе — Женя, «Ослам»
- Сергей Омелич — Слава Панченко, «Пигмей»
- Анастасия Виноградова — Лена Крючкова
- Юрий Бобров — «Капот»
- Оксана Меняйло — Света
- Виктория Зотова — Вита
- Елена Ульянова — Катя Никитина
- Наталья Скопцова — Наташа Коваленко
- Ольга Кузнецова — Элеонора Павловна, классный руководитель
- Ада Роговцева — Вера Васильевна, директор школы
- Игорь Дмитриев — Василий Захарович, учитель биологии
- Алиция Омельчук — Людмила Ивановна, учительница географии

### В ролях
- Александр Выхрестенко — Подгорецкий, «Гока»
- Виктория Корсун — Нина Ивановна
- Юрий Дубровин — майор Ручкин
- Николай Олейник — отец Жени
- Нина Шаролапова — Марья Ивановна, учительница алгебры
- Лев Перфилов — посетитель библиотеки
- Борис Александров — продавец щенков
- Владимир Ткаченко — покупатель скалярий
- Анатолий Соколовский — мужчина в библиотеке

### В эпизодах
- Владимир Волков
- Виктор Панченко
- Николай Гудзь
- А. Красотченко
- Михаил Косенко
- Владимир Васьковцев
- Елена Пономаренко
- Т. Кулинич
- А. Мошина
- Александр Пархоменко
- Евгений Коваленко
- Людмила Кузьмина

## Съёмочная группа
- Автор сценария: Александр Чумак
- Режиссёр-постановщик: Алексей Мороз
- Оператор-постановщик: Виталий Зимовец
- Художники-постановщики: Михаил Раковский, Евгений Питэнин
- Композитор: Александр Яковчук
- Автор текстов песен: Валерий Куринский
- Звукооператор: Наталия Домбругова
- Режиссёр: Ю. Слупский
- Операторы: Б. Михайлов, В. Шабалин
- Художник по костюмам: И. Чубова
- Гримёр: Е. Маслова
- Монтажёр: Т. Сердюк
- Ассистенты режиссёра: З. Мамонтова, Н. Коган
- Ассистент оператора: Владимир Белощук
- Комбинированные съёмки
  - Оператор: М. Бродский
  - Художник: Михаил Полунин
- Художник-фотограф: В. Гавричуков
- Мастер светотехники: Г. Сидоренко
- Редактор: Марина Медникова
- Административная группа: А. Коханский, Л. Луценко
- Директор картины: Роберт Раинчковский
- Эстрадно-симфонический оркестр Гостелерадио УССР
  - Дирижёр: Ростислав Бабич

## Съёмки
Съёмки фильма велись в городах Киев (Наводницкий парк, несколько улиц) и Припять, Киевская область (школы).

## Премьера
Премьера фильма состоялась 7 ноября 1985 года. За первый год кинопроката картину посмотрели 2,9 млн зрителей. Телевизионная премьера фильма состоялась 24 августа 1987 года по Первой программе ЦТ СССР.